# محركات توقيت الصمامات المتغير المستمر
محركات توقيت الصمامات المتغير المستمر (بالإنجليزية: Continuous variable valve timing)‏ أو اختصاراً CVVT من المعروف أن وظيفة عمود الحدبات في محركات الاحتراق الداخلي التقليدية هي تنظيم عمل صمامات الطرد والسحب حيث يتم حقن الوقود بكمية ثابتة وفي وقت معين ثابت ولا يتغيران مهما اختلفت ظروف القيادة من تحميل وصعود وسرعة وتكييف مما يجعل توقيت الإشعال بواسطة الشمعات ثابتاً أيضاً.
إن CVVT اختصار لـ Continuous Variant Valve Timing أي توقيت الصمامات المتغير المستمر، ويعني أن نظام التحكم بالمحرك يقوم (بالتحكم بكمية الوقود وتوقيت الحقن والإشعال) حسب حاجة المحرك وليس بشكل ثابت مهما كانت الظروف كالمحرك التقليدي.
توقيت الصمام المتغير المستمر يوفر قدرة فريدة على التحكم المستقل للصمامات السحب والعادم في محرك الاحتراق الداخلي. لتحميل أي معايير المحرك، يمكن توقيت تناول والعادم مبرمجة بشكل مستقل. الاختلافات الرئيسية لتوقيت الصمام هي: إغلاق صمام السحب في وقت متأخر، في وقت مبكر إغلاق صمام الشفط، في وقت مبكر فتح صمام الشفط وأوائل إغلاق صمام العادم. هذه الاختلافات موجودة على طائفة، وهذا يعني يمكن أن أمثل أداء المحرك في كل الظروف. وقد وجدت توقيت الصمام المتغير منذ الفا روميو تنفيذه في عام 1980. اتخذ التكنولوجيا خطوة كبيرة إلى الأمام مع نظام VTEC هوندا في عام 1987، والتي تتألف من اثنين من التشكيلات كام فريدة لكل صمام المدخول / العادم. يمكن للمحرك ثم «تقرر» بناء على ظروف القيادة لاستخدام أي واحد لتعظيم الأداء. وهذا يسمح بالتأكيد قدرا أكبر من السيطرة على المحرك مع مزايا الأداء واضحة. ومع ذلك، إذا كان يمكن السيطرة توقيت الصمام مستقلة التناوب العمود المرفقي، فإنه يمكن استيعاب عدد لا حصر له من السيناريوهات قرب توقيت الصمام التي من شأنها أن تحسن بشكل كبير الاقتصاد في استهلاك الوقود ومستويات الانبعاثات من السيارات.

## أنواع المحركات

رسم بياني يوضح ازاحة المحرك الذي يعمل بالبنزين ويتكون هنا من أربعة اسطوانات

من أشهر محركات الاحتراق:
- محرك ديزل
- محرك أوتو
- محرك ستيرلينغ
- محرك الاحتراق الداخلي
- محرك احتراق خارجي
- المحرك البخاري
- محرك كهربائي

## محركات الاحتراق الداخلي التقليدية
تم تصميم محركات الاحتراق الداخلي التقليدية لتحسين الكفاءة والأداء، مع تقليل الانبعاثات، في إطار مجموعة واسعة من ظروف القيادة. الطريقة التي يتم بها إنجاز هذا تقليدياً بسيط نسبياً: السائق يتحكم في حجم الهواء في المحرك عن طريق لوحة خنق مرتبطة بدواسة البنزين. المجسات الإلكترونية في تيار قياس حجم استهلاك كمية الهواء والحرارة، ووحدة تحكم توليد القوة (PCM) تحدد مقدار الوقود المطلوبة، فضلاً عن توقيت الشرارة المناسبة للسماح للمزيج الهواء / الوقود لحرق الأمثل وتعظيم الإنتاج. عموماً، يتم سحب حجم الوقود وتوقيت الإشعال قبالة خريطة الوقود—برنامج الكمبيوتر الذي يبحث في مختلف المدخلات من أجهزة استشعار المحرك. يتم إصلاح صمامات السحب والعادم، وهذا يعني أنها مدفوعة لعمود المحرك المرفقي، وتفتح وتغلق على فترات محددة خلال دورة التناوب، يكون مستقلاً عن شروط تحميل المحرك. عندما تم تصميم محرك، وعدم المرونة المتأصلة في توقيت صمام الأحداث في النتائج حلاً وسطاً. ببساطة، على مهندسي التصميم لتشغيل المحرك على النحو الأمثل في إطار مجموعة واسعة من ظروف القيادة، ولكن لا شيء تماماً تحت. خلال معظم القيادة، ومحرك يعمل على تحميل جزء والاقتصاد في استهلاك الوقود هي الأولوية. في تحميل جزء منها، يتم الاحتفاظ نسبة الهواء والوقود متكافئة لتمكين كفاءة تشغيل المحول الحفاز.
أحد أوجه القصور الرئيسية لمحرك الاحتراق الداخلي هو فقدان الطاقة الدورانية الناجمة عن السكتة الدماغية المدخول. كما يسافر المكبس النزولي خلال المدخول في المخ، ويوجه الهواء في الاسطوانة عبر فراغ المحرك. ضغط أقل من الغلاف الجوي، مما يعني أن المحرك له للقيام بعمل لتأخذ في الهواء—على حساب الكفاءة الحجمية. "هذه الخسائر ضخ تعتمد على فتح وإغلاق صمام خنق. الخسائر مرتفعة عندما صمام خنق يميل إلى وثيقة ومنخفضة في خنق مفتوحة على مصراعيها. وبالتالي الخسائر ضخ تتناسب عكسيا مع حمولة المحرك ". إذا كان تناول كمية الهواء كان من المقرر ان تسيطر عليها valvetrain، بدلا من لوحة خنق، يمكن خفض الخسائر الضخ. "توقيت مدخل صمام هو المعلمة الأكثر أهمية لتحسين كفاءة المحرك الحجمي، في حين أن توقيت صمام العادم تسيطر القوات الحكومية الرواندية [توضيح حاجة] مما يقلل من العادم لا الانبعاثات. للمحرك بالعمل بكفاءة وفعالية أكثر من مجموعتها التشغيل بأكمله والظروف، وينبغي أن الحدث صمام تكون قادرة على تختلف مع السرعة والحمولة في أي مكان على الخريطة المحرك

## توقيت انغلاق الصمام المتأخر
الاختلاف الأول من توقيت الصمام المتغير المستمر ينطوي على عقد صمام السحب مفتوحاً أطول قليلا من المحرك التقليدي. هذه النتائج في الواقع دفع مكبس الهواء من الاسطوانة ومرة أخرى في مشعب السحب أثناء السكتة الدماغية ضغط. الهواء الذي يملأ طرد متعددة مع ارتفاع الضغط، والسكتات الدماغية تناول اللاحقة في الهواء الذي يتم اتخاذها في خلال الضغط العالي. وقد أظهرت في وقت متأخر إغلاق صمام السحب للحد من الخسائر ضخ بنسبة 40 ٪ خلال ظروف التحميل الجزئي، وكذلك خفض انبعاثات غاز الاجزوت بنسبة 24 ٪. وأظهرت ذروة عزم دوران المحرك فقط انخفاضا بنسبة 1 ٪، وانبعاثات الهيدروكربون لم تتغير

## انظر أيضًا

صورة متحركة تمثل 4 ضربات لمحرك احتراق داخلي: 1- سحب رذاذ الوقود والهواء. 2- ضغط المخلوط. 3- إشعال. 4- إخراج العادم